# Dick Vermeil
Richard Albert Vermeil (Calistoga, 30 ottobre 1936) è un allenatore di football americano statunitense che ha allenato nella National Football League. Nel 2022 è stato introdotto nella Pro Football Hall of Fame

## Carriera

### Philadelphia Eagles
Vermeil iniziò la sua carriera nella NFL nel 1976 con i Philadelphia Eagles, prendendo le redini di una squadra che aveva terminato con un record di 4-10 la stagione precedente.
A causa di precedenti scambi degli Eagles, la squadre di Vermeil non ebbero una scelta del primo giro nel Draft fino al 1979.
Dopo due stagioni con un record negativo, gli Eagles raggiunsero i playoff per la prima in 18 stagioni nel 1978. La stagione 1978 vide l'esplosione di stelle come Ron Jaworski e Wilbert Montgomery e una delle più celebri partite della storia degli Eagles, divenuta nota come Miracle at the Meadowlands. Gli Eagles stavano perdendo contro i New York Giants con pochi secondi da giocare, ma quando i Giants commisero un fumble Herman Edwards recuperò il pallone e lo ritornò in touchdown per una miracolosa vittoria per 19–17. Nel 1979 gli Eagles di Vermeil ebbero un bilancio di 11-5 e vinsero la loro prima gara di playoff dalla finale del campionato NFL 1960.
Vermeil nel 1980 guidò gli Eagles fino al Super Bowl XV dopo avere battuto i Dallas Cowboys nella finale di conference. Philadelphia perse la finalissima contro Oakland, 27–10. Philadelphia ebbe un record di 10-6 nella stagione successiva ma fu eliminata nel primo turno di playoff dai New York Giants malgrado il loro quarterback titolare (Phil Simms) e il middle linebacker (Brad Van Pelt) stessero giocando infortunati. Vermeil si ritirò una prima volta il 10 gennaio 1983, dopo un record di 3-6  nella stagione accorciata per sciopero del 1982.

### Pausa
Per i successivi 15 anni, Vermeil lavorò come commentatore per CBS e ABC. Dopo la stagione 1994, gli Eagles licenziarono Rich Kotite e il proprietario Jeffrey Lurie indagò sulla possibilità di riportare Vermeil come allenatore. Tuttavia, gli Eagles e Vermeil non riuscirono a raggiungere un accordo contrattuale. Philadelphia finì con l'assumere Ray Rhodes. Vermeil rilasciò un comunicato affermando "Non ho intenzione di pregare Jeffrey Lurie di allenatore questa squadra."

### St. Louis Rams
Vermeil fece ritorno ad allenare con i St. Louis Rams nel. I suoi primi due anni ebbero scarso successo: i Rams ebbero un record di 5-11 nel 1997 e 4-12 nella stagione successiva. La stagione 1999 sembrò iniziare sulla stessa falsariga, quando il nuovo quarterback titolare Trent Green si infortunò in pre-stagione. Tuttavia, l'infortunio di Green permise all'allora sconosciuto Kurt Warner di partire come titolare. Sotto la guida di Warner, l'attacco dei Rams esplose, finendo la stagione 1999 con un record di 13-3, in uno dei più grandi miglioramenti della storia della NFL. Vermeil guidò i Rams alla loro prima vittoria del Super Bowl nel Super Bowl XXXIV con un 23–16 sui Tennessee Titans. Fu anche nominato allenatore dell'anno della NFL. Dopo la vittoria del titolo si ritirò nuovamente.

### Kansas City Chiefs
Vermeil firmò con i Kansas City Chiefs il 12 gennaio 2001. La sua prima stagione con la nuova squadra terminò con un record di 6-10, la loro peggiore dal 1988. Vermeil e la squadra fece alcuni cambiamenti sostanziali nell'anno successivo, terminato sull'8-8. I Chiefs ebbero il miglior attacco della NFL nel 2002, guidato da Priest Holmes, Trent Green, Tony Gonzalez, Dante Hall e gli offensive lineman Willie Roaf e Will Shields. La stagione 2003 iniziò vincendo tutte le prime nove partite e terminò sul 13-3, vincendo la AFC West con il miglior attacco della lega per il secondo anno consecutivo. Il 2004 si concluse con un record di 7-9, avendo ancora il miglior attacco della NFL. La difesa invece zavorrò la squadra, classificandosi al penultimo posto.
Vermeil fece ritorno ai Chiefs nel 2005 con uno dei migliori attacchi della lega e con una difesa migliorata. Il running back Pro Bowler e leader della squadra Priest Holmes si infortunò per il resto della stagione nella settimana 8 contro i San Diego Chargers. Tuttavia, tale infortunio permise l'emergere di Larry Johnson. Grazie a Johnson, l'attacco della squadra rimase esplosivo. Il 31 dicembre, Vermeil annunciò che si sarebbe ritirato definitivamente a fine stagione, e il giorno successivo guidò i Chiefs a battere 37–3 i Cincinnati Bengals. Malgrado un record finale di 10-6, i Chiefs non riuscirono a qualificarsi per i playoff.

## Palmarès
- Super Bowl : 1

St. Louis Rams: XXXIV
- National Football Conference Championship: 2

Philadelphia Eagles: 1980
St. Louis Rams: 1999
- Allenatore dell'anno: 1

1999
- Philadelphia Eagles Hall of Fame
- St. Louis Football Ring of Honor
- Pro Football Hall of Fame (classe del 2022)